# 魔法少女Twin☆kle
『魔法少女Twin☆kle』（マジカルガールズ トゥイン☆クル）は2005年3月4日にfengより発売された18禁のパソコンゲーム（アダルトゲーム）ソフトである。

## 登場人物
堀江聡一
主人公。
実は魔法の国『アルフェルツ』からの逃亡者とのハーフたちからなる組織の一員。
星野 弥生（ほしの やよい）
CV：風見ひよこ
聡一の幼馴染で、彼のことが好きだった。
魔法少女Twin☆kleの一員。
三木谷 昴（みきたに すばる）
CV：紫華すみれ
聡一の後輩。
魔法少女Twin☆kleの一員。
ビータ
CV：新堂真弓
魔法少女たちをサポートする猫耳少女。
堀江 つばさ（ほりえ つばさ）
CV：三咲里奈
聡一の姉。家事全般が得意で、なぜか家でもメイド服を着ている。
白神 静姫（しらかみ しずき）
CV：橙
聡一の先輩。
リシティア（Lysithea）
CV：金田まひる
聡一をお兄ちゃんと慕う金髪の少女。
実は組織のリーダー。
大杉
CV：古川源三郎

## スタッフ
- 原画 桐島サトシ、涼香
- シナリオ 玉沢円
- 音楽：4-EVER